# Артхаус Трафік
«Артха́ус Тра́фік», або «АТ» — український кінодистриб'ютор та кінокомпанія, що спеціалізується на прокаті та створенні кіно у стилі артгаузу. З'явився в грудні 2003 році і став першим кінодистриб'ютором, хто почав займатися в Україні кінопрокатом артгаузного кіно.
У співпраці з іноземними посольствами і культурними центрами проводить такі щорічні всеукраїнські кіноподії, як «Вечори французького кіно», фестивалі «Нове британське кіно» і «Нове німецьке кіно» спільно, «Тиждень австрійського кіно», «Тиждень італійського кіно», виступає партнером кінопрограм щорічного фестивалю «Французька весна в Україні».
Організатор низки кінофестивалів та фестивальних програм в Україні, серед яких найбільш масштабни — Міжнародний кінофестиваль для дітей і підлітків «Чілдрен Кінофест» та «Київський тиждень критики», а також програм українського кіно за кордоном, зокрема — щорічні Дні українського кіно в Брюсселі.
Один з напрямком роботи кінокомпанії — створення та просування українських та копродукційних короткометражних та повнометражних фільмів, серед яких були «Штольня» Любомира Кобильчука (2006), «Зелена кофта» Володимира Тихого (2013), «Плем'я» Мирослава Слабошпицького (2014), «Рівень чорного» Валентина Васяновича (2017), «Донбас» Сергія Лозниці (2018).

## Історія створення
«Артхаус Трафік» створений наприкінці 2003 року в Києві Денисом Івановим його дружиною Мариною Шух. У новоствореній компанії Денис Іванов став генеральним директором.
Початок діяльності «АТ» поклав в грудні 2003 року випуск на українські екрани французького документального шедевра Жака Перрена «Птахи» («Le Peuple Migrateur»), перший сеанс фільму відбувся 11 грудня 2003 року в Одесі, і опісля чотири дні —15 грудня в Києві.
Завдяки «АТ» в українському кінопрокаті вперше стали демонструватися програми короткометражного кіно, після того, як в 2005 році компанія стала представником в Україні усесвітньої мережі короткометражного кіно Future Shorts (Лондон), а також почала готувати власні програми короткометражок. У 2007 році «АТ» почав співпрацю з Манхеттенським фестивалем короткометражних фільмів (Нью-Йорк), і українські глядачі змогли приєднатися до конкурсних показів цього інтерактивного глобального фестивалю, які проходять по всьому світу.
З 2010 по 2013 рік команда «АТ» була співзасновником і організатором Одеського міжнародного кінофестивалю.
У 2014 році компанією засновано щорічний міжнародний кінофестиваль для дітей і підлітків «Чілдрен Кінофест».
З осені 2016 року «АТ» почав проєкт підтримки кіноклубів «Артхаус Клуб», відкривши каталог своїх фільмів для некомерційних показів у кіноклубах України. Пізніше цей проєкт трансформувався у платформу «Кіноклуб. Всеукраїнська мережа».
У 2017 році компанією засновано щорічну подію «Київський тиждень критики».
Наприкінці 2017 року французька організація Unifrance включила «АТ» в першу п'ятірку світових дистриб'юторів, котрі випустили найбільше французьких фільмів у кінопрокат.
На сьогодні «Артхаус Трафік» співпрацює з багатьма кінотеатрами у всіх містах України. Зусиллями компанії щороку на українські кіноекрани виходить кілька десятків фільмів.

## Підрозділи в інших міста
З 2005 року та до цього часу існує представництво «АТ» у Одесі. До 2015 році існувало представництво «АТ» у Львові.

## Нагороди
Робота команди «АТ» неодноразово визнавалася фахівцями вітчизняної кіноіндустрії; компанія отримала приз «За розвиток некомерційного кіно» («Кіноекспо-2006») та приз «Найкращий кінодистриб'ютор» («Вибір Афіші» — 2005") тощо. На "IV-ому Київському міжнародному «Кінофорумі України-2007», фільм «Штольня», дистриб'юцією та спонсорством якого займалася компанія «АТ», виграв відразу три спеціалізовані премії «25 кадр»: за найкращий трейлер, найкращий постер та найкращий слоган. За підсумками опитування Бюро української кіножурналістики, яке проводилося серед кіножурналістів в 2014 і 2015 роках, «АТ» був названий як «Найкраща компанія кінодистриб'ютор в Україні».

## Власники
Власниками «АТ» станом на 2018 рік є:
- Родина Іванових (Іванов Віталій Корнійович, Іванов Денис Віталійович, Шух Марина Михайлівна), 90 %
- Тігіпко Вікторія Вікторівна, 10 %

## Напрямки діяльності

### Продюсування кіно
Кінокомпанія в якості продюсера брала участь у створенні та просуванні фільмів «Штольня» Любомира Кобильчука (2006), «Зелена кофта» Володимира Тихого (2013), «Плем'я» Мирослава Слабошпицького (2014), «Рівень чорного» Валентина Васяновича (2017), копродукція «Донбас» Сергія Лозниці (2018), «Носоріг» Олега Сенцова (2022) а також більш ніж 40 короткометражних робіт у рамках альманахів «Мудаки. Арабески» (2011), «Україно, Goodbye!» (2012) (пізніше 8 короткометражок з «Україно, Goodbye!» було об'єднано у нову збірку «Українські злі» (2013)).

### Спеціальні кінопрограми та ретроспективи
Фестивальні кінопрограми і ретроспективи, проведені «АТ»:
2004 рік: Дні японського кіно спільно з Посольством Японії в Україні, Дні скандинавського кіно, Фестиваль треш-кіно.
2005 рік: Фестиваль російського кіно «НепРОСтоє кіно», Фестиваль фінського кіно спільно з Посольством Фінляндії в Україні, Дні корейського кіно спільно з Посольством Кореї в Україні, горор-марафон «Ніч фільмів жахів».
2006 рік: Фестиваль японської анімації «Історія Аніме» спільно з Посольством Японії в Україні, Фестиваль естонського кіно спільно з Посольством Естонії в Україні
2008 рік: Фестиваль «Нове шведське кіно. Жіночий погляд» спільно з Посольством Швеції в Україні, Тиждень франкофонії: територія кіно (2008, 2009), Фестиваль європейського кіно (2008, 2009, 2010), «Літній сезон культового кіно» (2008, 2009), Фестиваль артгаузу «Кіно без кордонів» (2008, 2009)
2009 рік: «Незалежне американське кіно», «Ніч французької анімації» спільно з Французьким культурним центром в Україні, Фестиваль DUTCH PUNCH, Проєкт «Кіно: жіночий стиль» (2009, 2010, 2011).
2010 рік: «Тиждень італійського кіно», Проєкт документального кіно «Музика.doc»
2011 рік: Програма каннських прем'єр «Вікенд у Каннах»
2013 рік: «VIII дні польського кіно в Україні» спільно з Польським Інститутом, Програма «Вечори у Карлових Варах»
2014 рік: «ІХ дні польського кіно в Україні» спільно з Польським Інститутом, ретро-програма світових новорічних кінохітів «Різдвяне кіно»
2015 рік: Фестиваль «Єдність і толерантність»
2016 рік: Дні українського кіно в Брюсселі «UKRAINE ON FILM: BORDERLINES», Дні українського кіно в Амстердамі «Ukraine on Film: Way to Freedom».
2017 рік: ІІ Дні українського кіно в Брюсселі «UKRAINE ON FILM: BORDERLINES», «Тиждень швейцарського кіно» спільно з Посольством Швейцарії, Проєкт «Кіно проти корупції», І-ий Київський тиждень критики, Дні Єрусалима в Києві, Дні українського кіно в Торонто (Канада).
2018 рік: ІІІ Дні українського кіно в Брюсселі «UKRAINE ON FILM. BRIDGES», «Кінорейв» — перший фестиваль німецького молодіжного кіно, приурочений до Українсько-німецького року мов, спільно з Ґете-інститутом в Україні, «Тиждень швейцарського кіно» спільно з Посольством Швейцарії, 2-й Київський тиждень критики.
2019 рік: Фестиваль української культури «Українська весна» у Центрі образотворчих мистецтв BOZAR у м. Брюссель, «Тиждень швейцарського кіно» спільно з Посольством Швейцарії, 3-й Київський тиждень критики, «ЄВРОФЕСТ: Кіно для кожного».
2020 рік: Онлайн-фестиваль європейського кіно, Онлайн-фестиваль «Тиждень швейцарського кіно» спільно з Посольством Швейцарії, Фестиваль «Українська весна» у Центрі образотворчих мистецтв BOZAR у м. Брюссель, 4-й Київський тиждень критики, Онлайн-фестиваль «Кіноподорож Баварією»
2021 рік: Онлайн-фестиваль «Нове британське кіно. Сходження зірки», «Тиждень швейцарського кіно» спільно з Посольством Швейцарії, Онлайн-фестиваль «Кіноподорож Баварією», 5-й Київський тиждень критики.
Ретроспективи: Інгмара Бергмана (2007), Тоні Ґатліфа (2007), Хуліо Медема (2008), Чарлі Чапліна (2014), братів Дарденн (2014), Жака Одіара (2016).
Програми короткометражного кіно: Future Shorts (з 2006 по 2013р), Програми французького короткометражного кіно до Дня святого Валентина «Магічний Париж» — «Місто Закоханих» (2009, 2010, 2011, 2013 р), кінопроєкт незалежного українського короткометражного кіно «Мудаки: Арабески» (2010), «Україна, гудбай» (2012), Oscar Shorts (2014—2021), Oscar Shorts-Анімация (2014)

### Міжнародні проєкти
Спільно з Міністерством закордонних справ України, Держагентством з питань кіно, партнерами та громадськими організаціями українців за кордоном «АТ» проводив Дні українського кіно в Брюсселі (січень 2016—2020р), Амстердамі (березень 2016р), а також під час 42-го Міжнародного кінофестивалю у Торонто (Канада) у вересні 2017р.

### Щорічні фестивалі

#### Азія Кіно
Вперше проведений восени 2004 року фестиваль став найобговорюванішою в пресі кіно-подією року. Проводився по 2010 рік.
За цей час у рамках фестивалю були представлені такі стрічки, як «Весна, літо, осінь, зима… і знову весна», «Самаритянка» та «Час» (реж. Кім Кі Дук, Південна Корея), «Капризна хмара» (Реж. Цай Мін-Лянь / Китай-Тайвань-Малайзія), «Кров і кістки», «Такешиз», «Банзай, режисер» та «Ахіллес і черепаха» (Реж. Такесі Кітано / Японія), «Гарячі новини» (реж. Джоні Те, Гонконг), «Оповіді Земномор'я» (реж. Горо Міядзакі, Японія), «Сукіякі вестерн Джанго» (реж. Такасі Міїке, Японія), «Спрага» (Реж. Пак Чхан-Ук, Південна Корея), «Інтерстелла 5555» (Реж: Кадзухіса Такеноуті, Японія), «Ерос, допоможи» (Реж. Лі Кан Шен, Тайвань) та багато інших.

#### Лінія іспанського кіно
Один з найперших щорічних фестивалів «АТ». Проводився з 2005 по 2012 р. та надавав глядачам можливість познайомитися з новими фільмами сучасного іспанського кінематографа.
Серед фільмів, які були вперше показані в Україні в рамках «Лінії іспанського кіно»: «Літній дощ» (реж. Антоніо Бандерас), «Бентежна Ана» (реж. Хуліо Медем), «Хребет Диявола» (реж. Гільєрмо дель Торо), «Темно-синій, майже чорний», «Кузени» та «Товстуни» (реж. Даніель Санчес Аревало), «Дефіцит» (реж. Гаель Гарсія Берналь), «Сумна балада для труби» (реж. Алекс де ла Іглесіа), «MADEINUSA» (реж. Клаудіа Льйоса), «Чіко і Ріта» (реж. Тоно Еррандо, Хав'єр Маріскаль, Фернандо Труеба), «20 сантиметрів» (реж. Рамон Салазар), «Молоко скорботи» (реж. Клаудія Льйоса) таін.

#### Нове британське кіно
Фестиваль «Нове британське кіно» проводиться в Україні з 2001 року Британською Радою, надаючи глядачам можливість побачити найяскравіші британські фільми року.
З 2006 року до організації фестивалю, який до цього проходив лише в Києві, долучився «АТ», та з тих пір фестивальна географія поширилася ще на найбільші українські міста: Одеса, Дніпро, Львів, Харків та ін.
За час існування на фестивалі відбулися українські прем'єри понад 70 кінокартин, серед яких «Таємниця Нічної варти» (реж. Пітер Гріневей), «Щоденник скандалу» (реж. Ричард Ейр), «Дорога в Гуантанамо», «Трістам Шенді: історія півника і бичка» та «Генуя» (реж. Майкл Вїнтерботтом), «Останній король Шотландії» (реж. Кевін Макдоналд), «Ірина Палм зробить це найкраще» (реж. Сем Гарбарськи), «Спогади невдахи» (реж. Бейлі Волш), «Це вільний світ», «У пошуках Еріка» та «Я, Деніел Блейк» (реж. Кен Лоуч) «Щось не так із Кевіном» (реж. Лінн Ремзі), «Ірландець» та «Війна проти всіх» (реж. Джон Майкл МакДона), «Вера Дрейк» (реж. Майк Лі), «Скелети» (реж: Нік Вітфілд), «Субмарина» (реж. Річард Айоваде) та інші артхіти.
Починаючи з 2012 року невід'ємна частина програми фестивалю — добірка «Британія. Коротко» — колекція короткометражних фільмів, що були номіновані на приз Британської академії телебачення та кіномистецтва (BAFTA).
Особливою подією став показ у 2013 році кіно-версії спектаклю «Франкенштейн» з Бенедиктом Камбербетчем та Джонні Лі Міллером — сценічна адаптація за однойменним романом Мері Шеллі, поставлена режисером Денні Бойлом на сцені Королівського національного театру. Цей показ поклав початок демонстрації в українських кінотеатрах цілої серії кіно-версій театральних вистав британських театрів.
Гостями фестивалю у різні роки були Кріс Вайт (режисер фільму «Повна історія моїх сексуальних невдач»), Нік Вітфілд (режисер фільму «Скелети»), Ганна Макгілл (колишній артдиректор Единбурзького кінофестивалю, визнана журналом Variety однією з 50 найвпливовіших жінок британської шоу-індустрії) та інші.
У 2021 році ювілейний 20-й фестиваль Нове британське кіно вперше пройшов у онлайн-форматі та складався з дебютних картин провідних британських режисерів сучасності за останні 20 років.

#### Нове німецьке кіно
Фестиваль щороку проводився в Києві Посольством Німеччини в Україні і Гете-інститутом, та є одною з найстаріших фестивальних програм в Україні. З 2006 року «АТ» долучився до організації фестивалю, який тепер проводиться в Києві, Харкові, Одесі, Дніпрі, Чернівцях і Львові.
У щорічній програмі фестивалю — нові фільми, створені в Німеччині за останній рік, що стали резонансними подіями сучасного європейського кінематографа. Серед стрічок, які були показані в його програмі у різні роки — «Літо на балконі» та «На дев'ятому небі» (Реж. Андреас Дрезен), «Вихователі» (Реж. Ганс Вайнгартнер), «Дев'ятий день» та «Страйк» (Реж. Фолькер Шльондорф), «Сіль Землі» та «Зйомки в Палермо» (Реж. Вім Вендерс), «Елементарні частки» (Реж. Оскар Релер), «Тоні Ердман» (реж. Марен Аде), «На іншому боці Раю», «Душевна кухня» та «На межі» (Реж. Фатіх Акін), «Вікторія» (реж. Себастьян Шіппер), «Фенікс» (реж. Кристиан Петцольд), «Любов втрьох» (реж. Том Тиквер), «ҐЕТЕ!», (реж. Філіп Штельцль), «Берлін. Александерплац» (реж. Бурхан Курбані) та ін.

#### Вечори французького кіно
Програма допрем'єрних показів «Вечори французького кіно» вперше була проведена в Україні Французьким культурним центром в 2006 році. З 2008 року «АТ», — співорганізатор та укладач цієї програми. «Вечори французького кіно» вже традіційно відбуваються у Києві, Вінниці, Дніпрі, Запоріжжі, Львові, Маріуполі, Одесі, Сумах, Харкові та Чернівцях та є найбільш очікуваним глядачами фестивалем. За цей час в рамках фестивалю відбулися українські прем'єри багатьох французьких стрічок, серед яких «Діпан» (реж. Жак Одіар), «Друзі» (реж. Луї Гаррель), «Мово, прощавай 3D» (реж. Жан-Люк Годар), «Зільс-Марія» (реж. Олів'є Ассайас), «Замок в Італії» (реж. Валерія Бруні-Тедескі), «Артист» та «Молодий Годар» (реж. Мішель Азанавічус), «Чарівна особа» (реж. Крістоф Оноре), «Хепі-енд» (реж. Міхаель Ганеке) та ін.

#### Французька Весна в Україні
Щорічний фестиваль французької культури «Французька Весна в Україні», що проводиться Французьким культурним центром і Посольством Франції в Україні з 2005 року, традиційно включає різноманітну кінопрограму: Фестиваль допрем'єрних показів, ретроспективи і нічний марафон короткометражного кіно «Довга ніч короткого метра». Починаючи з 2006 року, «АТ», є партнером кіноподій у рамках «Французької Весни».

#### Мангеттенський фестиваль короткометражних фільмів
Щорічно у останній тиждень вересня більше ста тисяч шанувальників кіно на всіх континентах обирають найкращий короткометражний фільм року на черговому Мангеттенському міжнародному кінофестивалі.
«АТ» почав співпрацю з Мангеттенським кінофестивалем в 2007 році, коли проєкт був вперше представлений в Україні і пройшов у найбільших містах. З того часу українські глядачі, нарівні з глядачами всього світу, щороку вибирають переможця Мангеттенського кінофестивалю короткометражного кіно і впливають на його підсумок.
В Україні конкурсна програма Manhattan Short Film Festival демонструється в Києві, Харкові, Одесі, Дніпрі, Львові, Вінниці, Запоріжжі, Чернігові, Кривому Розі, Луцьку, Маріуполі, Миколаєві, Сумах та ін. Перед входом в кінозал кожен глядач отримує анкету, в якій після сеансу відзначає найкращий, на його думку, фільм. Всі дані голосування глядачів підраховуються і надислаються в дирекцію фестивалю до Нью-Йорка для визначення переможця.

#### Тиждень італійського кіно
Проводився «АТ» за підтримки Італійського Інституту Культури з 2010 по 2017р, представляючи глядачам найяскравіші кіноновинки Італії. На відкриття першого фестивалю у 2010 році до Києва приїжджав відомий за серіалом «Спрут» актор і режисер Мікеле Плачідо.
Серед фільмів, які за цей час були показані на фестивалі — «Велика мрія» (реж. Мікеле Плачідо), «Дивовижний» (реж. Паоло Соррентіно), «У нас є Папа!» (Реж. Нанні Моретті), «Реальність» (реж. Маттео Ґарроне), «Римська кільцева дорога» та «Море у вогні» (реж. Джанфранко Розі), «Людський капітал» і «Як навіжені» (реж. Паоло Вірдзі), «Зрозумій мене, якщо зможеш» (реж. Азія Ардженто) та ін. В рамках «Тижня італійського кіно» глядачам також були показані відреставровані версії класичних фільмів «Солодке життя» Федеріко Фелліні та «Конформіст» Бернардо Бертолуччі.

#### Тиждень австрійського кіно
Вперше проведений у 2012 році Австрійським культурним форумом та «АТ», «Тиждень австрійського кіно» збирає найяскравіші і резонансні картини Австрії останніх років. Щорічно фестиваль приймають Київ, Дніпро, Одеса, Харків і Чернівці.
Серед фільмів, які були показані у програмі — «Фальшивомонетники», (реж. Штефан Рузовіцкі), «Біла стрічка» (реж. Міхаель Ганеке), «Сафарі» (реж. Ульріх Зайдль), «Я бачу, я бачу» (реж. Северин Фіала, Вероніка Франц), «Егон Шиле — Смерть і дівчина» (реж. Дітер Бернер), «Стефан Цвейг: Прощавай, Європо» (реж. Марія Шрадер), «Солдат Жаннетт» (реж. Даніель Гьосль), «Малер на кушетці» (реж. Персі Адлон, Фелікс Адлон) та ін.
Також на гостей «Тижня австрійського кіно», починаючи з 2012 року, чекає традиційна підбірка найкращих медіаробіт з міжнародного фестивалю мультимедійних мистецтв ARS ELECTRONICA, що відбувається в австрійському місті Лінц і презентує новітні візуальні технології.
У 2016 році фестиваль відкривався показом австрійської німої стрічки 1927 року «Кафе „Електрик“» Густава Ушицькі під живий акомпанемент австрійського піаніста Ґергарда Грубера.

### Проєкт підтримки кіноклубного руху «Кіноклуб. Всеукраїнська мережа»
14 жовтня 2016року «АТ» оголосив, що відкриває каталог своїх фільмів кіноклубам України для некомерційних показів і запускає свій проєкт підтримки кіноклубного руху «Артхаус Клуб». Назва для всеукраїнського проєкту була взята з назви однойменного кіноклубу, який було засновано одеськім представництвом «АТ» у співпраці з Hub Гостиной в Одесі у грудні 2015 року.
За перший рік на ініціативу «АТ» відгукнулося близько 40 кіноклубів і майданчиків, та відбулося понад 250 показів. Географія проєкту: кіноклуби і кіноентузіасти з Бахмута, Бердянська, Вінниці, Дніпра, Дружківки, Житомира, Запоріжжя, Ізюма, Костянтинівки, Кіровограда, Кам'янця-Подільського, Києва, Львова, Мукачева, Одеси, Полтави, Рівного, Слов'янська, Сєвєродонецька, Харкова, Хмельницького, Черкас, Чернігова та ін. Серед них — кіноклуби у коворкінгах та бібліотеках, університетах та галереях, клубах та музеях, міських просторів під відкритим небом та у культурно-освітніх центрах.
Серед особливих подій у рамках проєкту — показ документального фільму «Процес» Аскольда Курова, який в день народження Олега Сенцова 13 липня 2017р відбувся на 35 майданчиках у різних містах України. Багато кіноклубів також долучилися до проведення кіноклубних фестивальних проєктів — Фестивалю європейського кіно (червень 2017р та серпень 2018р), фестивалю «Кіно проти корупції» (вересень 2017р), програм «Дні Єрусалиму» (грудень 2017р) та «Нове британське кіно» (грудень 2017 — лютий 2018), Дні австрійського кіно (квітень-травень 2018), фестиваль німецького молодіжного кіно «Кінорейв» (травень 2018), «Тиждень швейцарського кіно» (червень-серпень 2018р).
Пізніше, у 2018 році, за підтримки програми розвитку українського культурного сектору Culture Bridges, цей проєкт трансформувався у платформу «Кіноклуб. Всеукраїнська мережа» [Архівовано 4 травня 2020 у Wayback Machine.].

### Кінопрокат
Окрім прокату іноземного арткіно, «АТ» особливу увагу приділяє дистрибуції українського кіно. Зокрема АТ займалася дистрибуцією фільмів «Штольня» Любомира Кобильчука (2006), «Біля річки» Єви Нейман (2007), «Зелена кофта» Володимира Тихого (2014), «Плем'я» Мирослава Слабошпицького (2014), «Рівень чорного» Валентина Васяновича (2017), «Будинок Слово» Тараса Томенка (2017), «Герой мого часу» Тоні Ноябрьової (2018), «Донбас» Сергія Лозниці (2018), «Додому» Нарімана Алієва (2019), «Мої думки тихі» Антоніо Лукіча (2020), «Атлантида» Валентина Васяновича (2020), «Земля блакитна, ніби апельсин» Ірини Цілик, «Погані дороги» Наталки Ворожбит (2021), «Віктор_Робот» Анатолія Левренішина (2021), «Стоп Земля» Катерини Горностай (2022), «Носоріг» Олега Сенцова (2022) та ін.
Компанія займалася підготовкою та кінопрокатом програм короткометражного українського кіно: «Одеська течія» (2007), «Made in Ukraine: найкращі українські короткометражки» (2008), та «Made in Ukraine: найкраща українська анімація» (2008). Крім того «АТ» був спів-продюсером та дистриб'ютором низки альманахів короткометражного кіно «Мудаки: Арабески» (2010), «Україно, гудбай» (2012) тощо.
Фільми, кінодистриб'ютором яких на території України став «АТ»:
2003 рік: «Птахи»
2004 рік: «2046», «5х2», «38 паралель», «Басейн», «Горілка-лимон», «Другий пропущений дзвінок», «Дзатоіті», «Місто Бога», «Ляльки», «Мікрокосмос», «Oldboy», «Порожній будинок»
2005 рік: «Не вирушай», «Тріо з Бельвілля», «Сексуальна залежність», «П'ять перешкод», «Японська історія», «Нові казки братів Грімм», «Кров і кістки», «Найкращий день в моєму житті», «Маріонетки» («Нитки»), «Квиток на потяг»
2006 рік: «Перші на Місяці», «Останні дні», «Штольня», «Дитя», «Три… екстриму», «40 відтінків смутку», «Тоні Такитані», «Вихователі», «Моє серце битися перестало», «Повернення», «Доброї ночі і успіху», «День без мексиканця», «Factotum», «Пропозиція», «Лемінг», «30 днів до світанку»,
2007 рік: «Айсберг», «Кармен з Хайелітша», «13 Tzameti», «Елінг». «Гаваї, Осло», «Мило», «Сади восени», «Співчуття пані Помста», «Біля річки», «На південь», «Останні фільми Ленні Ріфеншталь», «Елементарні частки», «Навсікая з Долини Вітрів», «Міхур»
2008 рік: «Азюр і Асмар», «Секс і філософія», «Паризька історія», «Життя інших», «Антена», «Ірина Палм зробить це найкраще», «Непристойна Бетті Пейдж», «По вищій волі», «Я-кіборг, але це нормально», «Інтерв'ю», «Вибори», «Прогулянки нетрями», «Літо на балконі», «Пори року», «Літній дощ», «Молодість без молодості», «Бентежна Ана», «Скафандр і метелик», «Контроль», «Нове світло», «Диво Медєї», «4 місяці, 3 тижні і 2 дні», «Ти, живий!», «Кус-кус і барабулька», «Імпорт-експорт»
2009 рік: «Дитинства», «Райські птахи», «Життя перед її очима», «Безумний слідчий», «Побачення наосліп», «Задуха», «Карамель», «Зітхання», «Вальс з Баширом», «Маскарад», «Мільйонер із нетрів», «Реслер», «Мілк», «Клас», «Гомора», «Генуя», «Спогади невдахи», «Кисень», «Пророк»
2010 рік: «Віскі з горілкою», «Повна історія моїх сексуальних невдач», «Ерос, допоможи!», «У пошуках Еріка», «Мої зірки і я», «LOL», «Париж! Париж!», «Луїза-Мішель», «Клієнтка французького жиголо», «8 побачень», «Французькі поцілунки», «Лавка Версальського парку», «Завтра удосвіта», «На початку», «Кармо», «Вероніка вирішує померти», «Шері», «Стати Джоном Ленноном», «Генсбур. Герой і хуліган», «Мапа звуків Токіо», «Океани», «Душевна кухня», «Фантомний біль», «П'ять моїх колишніх подружок».
2011 рік: «Скелети», «Діти в порядку», «Завірена копія», «Останній романтик планети Земля», «Етюди втрьох», «Я теж», «Тамара і секс», «Гума», «Сумна балада для труби», "Товстуни «, „Піна“, „Закохані невротики“, „Любов утрьох“, „Ірландець“, „Субмарина“.
2012 рік: „Єва“, „Третя зірка“, „Мій найстрашніший кошмар“, „7 днів і ночей с Мерилін“, „17 дівчат“, „Дивчиско“, „Шапіто-шоу“, „У нас є Папа“, „Любов живет три роки“, „Далеко по-сусідству“, „Кого я хочу білше“, „Чико і ріта“, „Кузени“, „Мистецтво кохати“, „Вчитель на заміну“, „Гавана, я люблю тебе“, „Париж-Манхеттен“, „Королівство повного місяця“, „Зламані“, „Невидима“, „Буремний перевал“, „Остання іскра життя“,
2013 рік: „Тиронозавр“, „Самозванець“, „Венеція і секс“, „Любов на кінчиках пальців“, „Рай чудовиськ“, „Психи“, „Чудернацькі фантазиї Чарлі Свона ІІІ“, „Реальність“, „Татусь“, „Шурхіт кубиків льоду“, „Не турбувати“, „Велика вечірка“, „У сніжному полоні“, „Сансара“, „Твоя рука в моїй руці“, „Просто уяви“, „Материк“, „День усіх святих“, „Шоколадні поцілунки“, „Солдат Жанет“, „Френсіс Ха“, „Параджанов“, „Лімб“, „Життя Адель“, „Велика краса“, „Діана: історія кохання“, „Королівський вікенд“, „Коханці на колесах“
2014 рік: „Готель романтичних побачень“, „Лоре“, „Барака“, „Король сексу“, „Серпень: Графство Осейдж“, „Останнє кохання містера Моргана“, „9 місяців суворого режиму“, „Найкращі дні попереду“, „Далласький клуб покупців“, „По сигарети“, „Зелена кофта, Гранд Централ. Атомне кохання“, „Замок в Італії“, „Двійник“, „Голгофа“, „Китайська головоломка“, „Фатальна пристрасть“, „Теорема зеро“, „Майдан“, „Я повернусь“, „Ласкаво просимо до Нью-Йорку“, „Красуні у Парижі“, „Плем'я“, „Римська кільцева дорога“, „Два дні, одна ніч“, „Святий Лоран. Страсті великого кутюр'є“, „Нова подружка“, Зникнення Елеанор Рiґбі», «Френк», «Джимі Хендрікс»
2015 рік: «Чоловік, якого надто сильно любили», «Мамочка», «Одержимість», «Приниження», «Жінка на подвір'ї», «Любов — це ідеальний злочин», «Мисливець на лисиць», «Зільс-Марія», «Божевільне весілля», «Все палає», «Золотий хлопчик», «Дикі історії», «Діор i я», «Пісня моря», «Сіль Землі», «Щоденник покоївки», «Наступного разу я стрілятиму в серце», «Стрінгер», «Молода кров», «Таксі», «Казка казок», «Любов 3D», «Юність», «Фенікс», «Подія», «Надновий заповіт», «Вікторія», «Запалюючи зірки»
2016 рік: «45 років», «Ма Ма», «Сидів голуб на гілці, міркуючи про буття», «Меріленд», «Мій король», «У центрі уваги», «Керол», «Трамбо», «Кров моєї крові», «Моя мама», «Друзі», «Життя», «Діпан», «Ані хвилини спокою», «Чужа земля», «Пристебніть ремені», «Підірвати Гітлера», «Хлопчик-фантом», «Моя краля», «Сила волі», «Маргарита», «Неоновий демон», «Джульетта», «Капітан Фантастік», «Служниця», «Море у вогні», «Українські шерифи», «Вона», «Син Саула», «У ліжку з Вікторією», «Це всього лиш кінець світу», «Абсолютна влада», «Франц», «Невідома», «Війна проти всіх», «Завтра», «Планетаріум», «Я, Деніел Блейк», «Одіссея»
2017 рік: «Знайди мене, якщо зможеш», «За кров до перемоги», «Ілюзія кохання», «Патерсон», «Червона черепаха», «Лев», «Тоні Ердманн», «Провини наші», «Комівояжер», «Вічність», «Процес», «Мандрівка часу», «Сфера», «Чарівні чудові», «Сафарі», «Поцілунок Беатріс», «Візьми мене штурмом», «Життя Кабачка», «Як навіжені», «Моллі Мун та чарівний підручник гіпнозу», «Люм'єри!», «Хлопчик у золотих штанях», «Божевільні сусіди», «Рівень чорного», «Удача Лохана», «Квадрат», «Гарні часи», «Школа № 3», «Подвійний коханець», «Будинок Слово», «Субурбікон», «Тіло і душа», «Вірний. Пристрасть і злочин», «По той бік надії», «Вбивство священного оленя».
2018 рік: «Молодий Годар», «Хепі-енд», «На межі», «Шукайте жінку», «Тебе ніколи тут не було», «Дівчина в тумані», «Роден», «Січень — березень», «По(друг)а», «До побачення там, нагорі», «Земля: Один вражаючий день», «Літо», «Великий злий лис та інші історії», «Гора», «Одного разу у Німеччині», «Спекотні літні ночі», «Шпигунська гра», «Гірська жінка: на війні», «Не хвилюйся, він далеко не піде», «Чоловік, який вбив Дон Кіхота», «Герой мого часу», «Донбас», «Холодна війна», «Менді», «Дім, який побудував Джек», «Три дні з Ромі Шнайдер».
2019 рік: «Сільвіо та інші», «Янгол», «Зелена книга», «Звір», «Усі знають», «Транзит», «Щось не так з тобою», «Гаспар їде не весілля», «Чесний чоловік», «Один король — одна Франція», «З Божої волі», «Аманда», «Подвійні життя», «Полуничка», «Анжело», «Віта і Вірджинія», «Обіцянка на світанку», «Зоопарк», «Паразити», «Вайнштейн», «Капітал у ХХІ столітті», «Невинний», «Трава зеленіша», «Додому», «Малюк Джо».
2020 рік: «Портрет дівчини у вогні», «Робота без авторства», «Проти всіх ворогів: історія Джин Сіберг», «Мої думки тихі», «Однієї чарівної ночі», «Чемпіони», «Нотр-Дам», «Озеро диких гусей», «Мій друг містер Персиваль», «Крихітка Зомбі», «Про нескінченність», «Забуті», «Лос Бандо», «Атлантида», «Земля блакитна, ніби апельсин», «Пофарбоване пташеня», «Гол».
2021 рік: «Мій друг Зігмунд Фройд», «Девід Боуі: історія людини з зірок», «Берлін. Александерплац», «Любовний настрій» (відреставрована 4К-версія), «Погані дороги», «Віктор_Робот», «Пролітаючи над гніздом зозулі»(відреставрована 4К-версія), «Школа хороших дружин», «Ми є, ми поруч», «Полі», «Коротко кажучи», «Чунцінський експрес» (відреставрована 4К-версія), «Аннетт», «Гунда», «Титан», «Людина, яка продала свою шкіру», «Снігу більше не буде», «Пам'ять», «Криптозоопарк», «Хід короля», «Спенсер».
2022 рік: «Афект», «Стоп Земля», «Тріумф», «Носоріг», «Коханці», «Марс-Експрес», «Щоденник гопника», «Найгірша людина у світі», «Герой», «Лети зі мною», «Маленька мама», «Я кохаю свого тата», «Цей дощ ніколи не скінчиться», «Інші», «Клондайк», «Краплі дощу на розпечених скелях», «Маріуполіс 2», «Піаніст», «Трикутник смутку».
2023 рік: «8 жінок», «Одного чудового ранку», «Бешкетні канікули», «Земля Бога», «Корсет», «Алькаррас», «Скромна чарівність буржуазії», «Смак вишні», «Велика свобода», «Життя на межі», «Діра», «Небезпечний», «Бачення метелика», «Вартові планети», «Мій злочин», «Ріміні», «Повернення в Сеул», «Цнотливі самогубиці», «Ризики й побічні ефекти», «У пошуках короля», «Корова», «Найкращий бос», «Плетений чоловік», «Залізні метелики», «Неймовірна подорож на Північний полюс», «Тиха дівчинка», «Вересень», «Як стати крутеликом», «Паця», «Слабачка», «День Незалежності», «20 днів у Маріуполі», «Я, Ніна», «Душа команди», «Ікло», «Реаліті», «Євродонбас», «Нуль калорій», «Місто загублених дітей», «Великий утікач», «Ніч живих мерців», «На Адаманті», «Королівство тварин», «Опале листя», «Кохання без заморочок», «Закохана в пустелі», «Як зайнятися сексом», «Нескінченність за Флоріаном», «Альма й Оскар», «Анатомія падіння», «Виживуть тільки коханці», «Секс-терапія», «Різдво на Веселій фермі».
2024 рік: «Прісцилла», «Іа», «Сісі і я», «Загублене шосе», «Ідеальні дні», «Учительська», «Керол», «Зона інтересу», «Цензорка», «І все ж Лоранс», «Зелений кордон», «Пам’ять любові», «Полум’яне небо», «Сором», «Любов, брехня та кровопролиття», «Нічні незнайомці», «Дивотріп», «Спадкоємець», «Татовa Донька», «13 убивць», «Химера», «Жінка з...», «Марс-Експрес», «Про траву, що засихає», «Не очікуйте забагато від кінця світу», «Ніна та секрети Їжачка», «Поселенці», «Зірка, що падає», «Лазня диявола», «Тонда, Славка і чарівне світло», «Ніч на 12-те», «Ціле життя», «Мирні люди», «Детективи звіропоїзда», «Сліпа верба, Спляча жінка», «Озброєні піснею», «За що мені це?», «До кінця світу», «Колір граната», «Пташина скеля», «Емілія Перес», «Королівство Кенсуке», «Мрійники», «Редакція».

## Скандали
«Артхаус Трафік» була однією з компаній, що в 2006 році виступали проти впровадження постанови Кабміну № 20 від 16 січня 2006р «Деякі питання порядку розповсюдження і демонстрування фільмів», яка встановлювала квоту обов'язкового дублювання (субтитрування) іноземних фільмів українською мовою в кінопрокаті України, що викликало чималий резонанс в українських кінематографічних колах. Зокрема, керівник «АТ» Денис Іванов був одним з тих, хто підписав відкритого листа до віце-прем'єр-міністра України В'ячеслава Кириленка, пояснюючи необхідність скасування цієї урядової постанови неврахуванням особливостей обмеженого прокату кінокопій артгаузних фільмів та можливим зникненням незалежних дистриб'юторів.
18 жовтня 2006 Апеляційний суд міста Києва скасував цю постанову. Після низки консультацій з представниками кіногалузі, у січні 2007 Міністерство культури і туризму України підписало з українськими кінодистриб'юторами і демонстраторами меморандум щодо дублювання фільмів українською, в якому сторони дійшли згоди щодо вдосконалення подальших планів у питанні дублювання фільмів українською мовою.